# Bibras Natcho
Bibras Natcho (auch Natkho, hebräisch ;ביברס נאתכו * 18. Februar 1988 in Kfar Kama) ist ein israelischer Fußballspieler tscherkessischer Herkunft, der seit August 2019 beim serbischen Verein FK Partizan Belgrad unter Vertrag steht.

## Karriere

### Verein
Natcho wuchs in Kfar Kama, einer kleinen Siedlung im Norden Israels, die mehrheitlich von muslimischen Tscherkessen bewohnt ist, auf. Die Familie musste aufgrund geschäftlicher Tätigkeiten des Vaters nach Modi'in ziehen. Auf Empfehlung von Ben Sahar, mit dem er gemeinsam in der Jugendmannschaft spielte, kam er zu Hapoel Tel Aviv. Sein erstes Pflichtspiel für die erste Mannschaft absolvierte Natkho in der Saison 2006/07. Im November 2006 gab er mit 18 Jahren sein Europapokaldebüt im UEFA-Pokal gegen Paris Saint-Germain. In den darauffolgenden Saisons entwickelte Natcho sich zu einem der wichtigsten Spieler von Hapoel.
Im Frühjahr 2010 begann sich der amtierende russische Meister Rubin Kasan für den vielseitigen Mittelfeldspieler zu interessieren, nachdem Hapoel die Gruppenphase der UEFA Europa League als Gruppensieger beendete und im Sechzehntelfinale auf Kasan traf. Im März 2010 wechselte Natcho schließlich für eine Ablösesumme von 650.000 € in die Hauptstadt Tatarstans. Er unterschrieb einen Vierjahresvertrag und verdiente laut Medienberichten 500.000 € pro Saison. Weiters erhielt der Mittelfeldspieler eine einmalige Prämie von 250.000 € für die Unterzeichnung des Vertrages. Am 3. Oktober 2013 verhalf Natcho durch ein Tor und eine Vorlage beim 4:0-Sieg über SV Zulte Waregem zum höchsten Sieg in der Europapokal-Vereinsgeschichte von Rubin Kazan. In der Europa-League-Saison 2013/2014 gehörte Natcho zu den besten Scorern in der Vorrunde. Er bestritt für Rubin in fast vier Jahren 147 Pflichtspiele und erzielte 32 Tore.
Im Januar 2014 wechselte er, nachdem sein Vertrag ausgelaufen war, zu PAOK Thessaloniki. Natcho erreichte im April 2014 mit PAOK das griechische Pokalfinale 2014, an dem er aufgrund einer Gelb-Roten Karte aus dem Pokal-Halbfinalrückspiel nicht teilnehmen konnte.
Am 9. August 2014 wechselte er wieder in die russische Premjer-Liga diesmal zu ZSKA Moskau und unterschrieb einen Vierjahresvertrag. Ende August 2014 gelang ihm in seinem dritten Ligaspieleinsatz für ZSKA beim 6:0-Sieg gegen FK Rostow ein Hattrick. Natcho bestritt für ZSKA in vier Spielzeiten 142 Pflichtspiele und erzielte 28 Tore.
Im August 2018 wechselte er erneut in die griechische Super League, aber diesmal zum griechischen Rekordmeister Olympiakos Piräus. Natcho bestritt in der Saison 2018/19 für Olympiakos 34 Pflichtspiele und erzielte ein Tor.
In der nächsten Spielzeit (2019/20) wechselte er im August 2019 zum serbischen Rekordmeister FK Partizan Belgrad. Im serbischen Pokalhalbfinalspiel erzielte Natcho im „ewigen Derby“ das einzige Tor und sorgte damit für den Pokalfinaleinzug seiner Mannschaft. Er beendete die Saison mit Partizan bereits nach der Meisterschaftsvorrunde als Vizemeister, die serbische Meisterrunde fiel aufgrund der COVID-19-Pandemie aus terminlichen Gründen aus. Später im Pokalfinale 2020 unterlag er mit seiner Mannschaft erst im Elfmeterschießen.

### Nationalmannschaft
Natcho wurde 2007 zum Kapitän der israelischen U-19 ernannt. Er war somit der erste Nichtjude, dem diese Ehre zukam. Seine erste Berufung für die A-Nationalmannschaft Israels erhielt er im August 2009. Natcho gab erst am 3. März 2010 sein Spieldebüt in einem Freundschaftsspiel gegen Rumänien. Seit März 2018 führt er die A-Nationalmannschaft als Mannschaftskapitän an.

## Erfolge
Hapoel Tel Aviv
- Israelischer Pokalsieger: 2006/07, 2009/10 1
- Israelischer Meister: 2009/10 1

Rubin Kasan
- Russischer Pokalsieger: 2011/12
- Russischer Supercup-Sieger: 2012 (ohne Einsatz)

ZSKA Moskau
- Russischer Meister: 2015/16

## Trivia
Mit seinem Wechsel im August 2018 zu Olympiakos Piräus standen mit Natcho ein Israeli und mit Ehsan Hajsafi und Karim Ansarifard zwei Iraner bei Olympiakos unter Vertrag. Dies sorgte im Iran für Empörung und Proteste, weil die Mullahs der Islamischen Republik Iran seit 1979 verbietet, mit Israelis in Sport-Wettkämpfen gegeneinander oder gemeinsam anzutreten. Als Folge verließen beide Iraner Ende August bzw. Anfang September 2018 den Verein.